# Acropora walindii
Acropora walindii е вид корал от семейство Acroporidae. Видът е световно застрашен, със статут Уязвим.

## Разпространение
Разпространен е в Австралия, Индонезия, Палау, Папуа Нова Гвинея и Соломонови острови.

## Описание
Популацията на вида е намаляваща.